# Pauley Pavilion
Der Pauley Pavilion (voller Name: Edwin W. Pauley Pavilion) ist eine Mehrzweckhalle im Stadtteil Westwood der US-amerikanischen Großstadt Los Angeles im Bundesstaat Kalifornien. Sie befindet sich auf dem Campus der University of California, Los Angeles. Die Halle ist Spielstätte der UCLA Bruins Basketballmannschaften der Männer und Frauen, der Damen- und Herren-Volleyballmannschaften und der Turnmannschaft der Frauen. In der Halle fanden daneben viele Konzerte und weitere Veranstaltungen etwa aus der Politik statt. Das von Welton Becket entworfene Gebäude wurde 1965 eröffnet. Die Halle wurde nach Edwin W. Pauley, einem Geschäftsmann aus der Ölindustrie, benannt, der etwa ein Fünftel der fünf Mio. US-Dollar Baukosten aufbrachte.

## Geschichte
Der Pauley Pavilion wurde als Spielstätte des Universitäts-Basketballteams errichtet und im Juni 1965 eröffnet. Er bietet insgesamt 12.829 Zuschauern Platz. Die erste Mannschaft, die im Pauley Pavilion gegen das Team der UCLA antrat, kam von der Ohio State University. Im Laufe der Zeit trat auch die Frauen-Basketballmannschaft dort an. 1981 fand das erste Volleyballspiel in der Halle statt. Während der Olympischen Sommerspiele 1984 fanden im Pauley Pavilion die Wettbewerbe im Turnen statt.
Am 13. Oktober 1988 fand in der Halle das Fernsehduell zwischen George H. W. Bush und Michael Dukakis statt, 1992 wurden die MTV Video Music Awards dort verliehen. Die Nickelodeon Kids’ Choice Awards werden ebenfalls im Pauley Pavilion verliehen. In ihm traten daneben eine Vielzahl von Musikern auf, darunter Bob Marley, Bob Dylan, Frank Sinatra, Luciano Pavarotti, Eric Clapton und Frank Zappa. Am 3. Februar 2008 fand eine Wahlkampfveranstaltung von Barack Obama im Pauley Pavilion statt, die kurz vor den Vorwahlen in Kalifornien lag.
Von 2010 bis 2012 wurde die Veranstaltungsstätte aufwendig für 136 Millionen US-Dollar renoviert. Auf den Tribünen stehen dann 13.002 Plätze für die Besucher zur Verfügung.
Mit großen Feierlichkeiten wurde die Halle am 9. November 2012 wiedereröffnet.

## Galerie

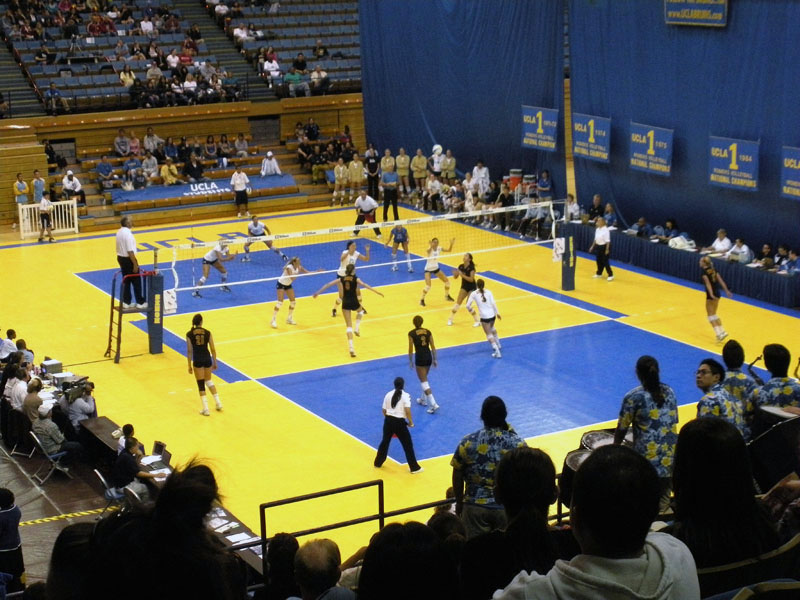
Ein Volleyballspiel der UCLA Bruins gegen die USC Trojans
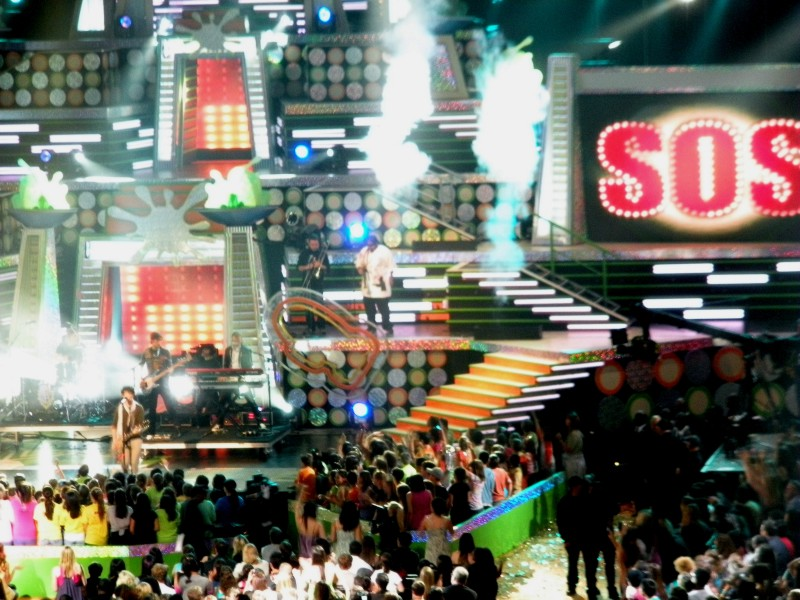
Der Kids Choice Award im Pauley Pavilion
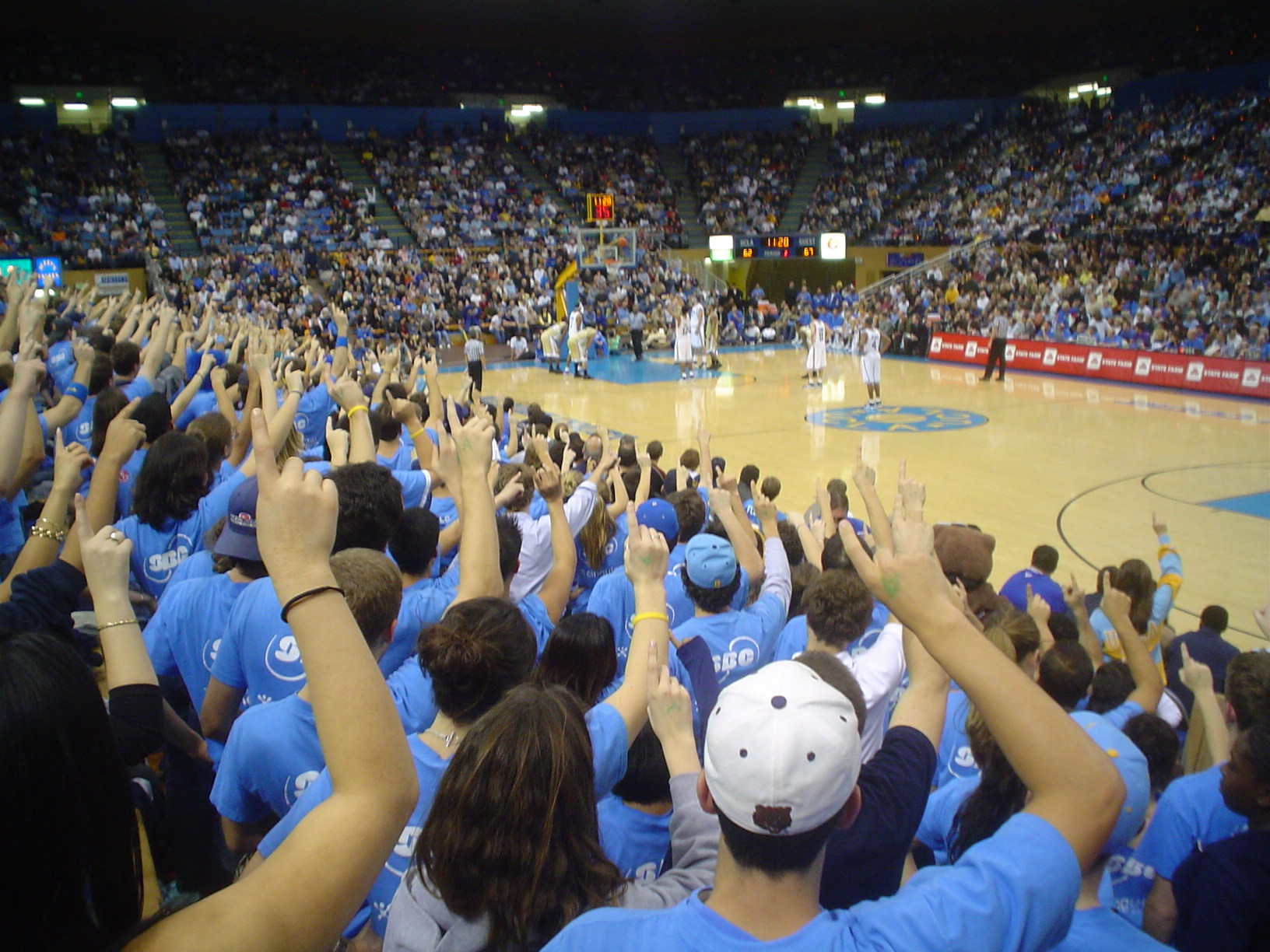
Basketballspiel im Pauley Pavilion
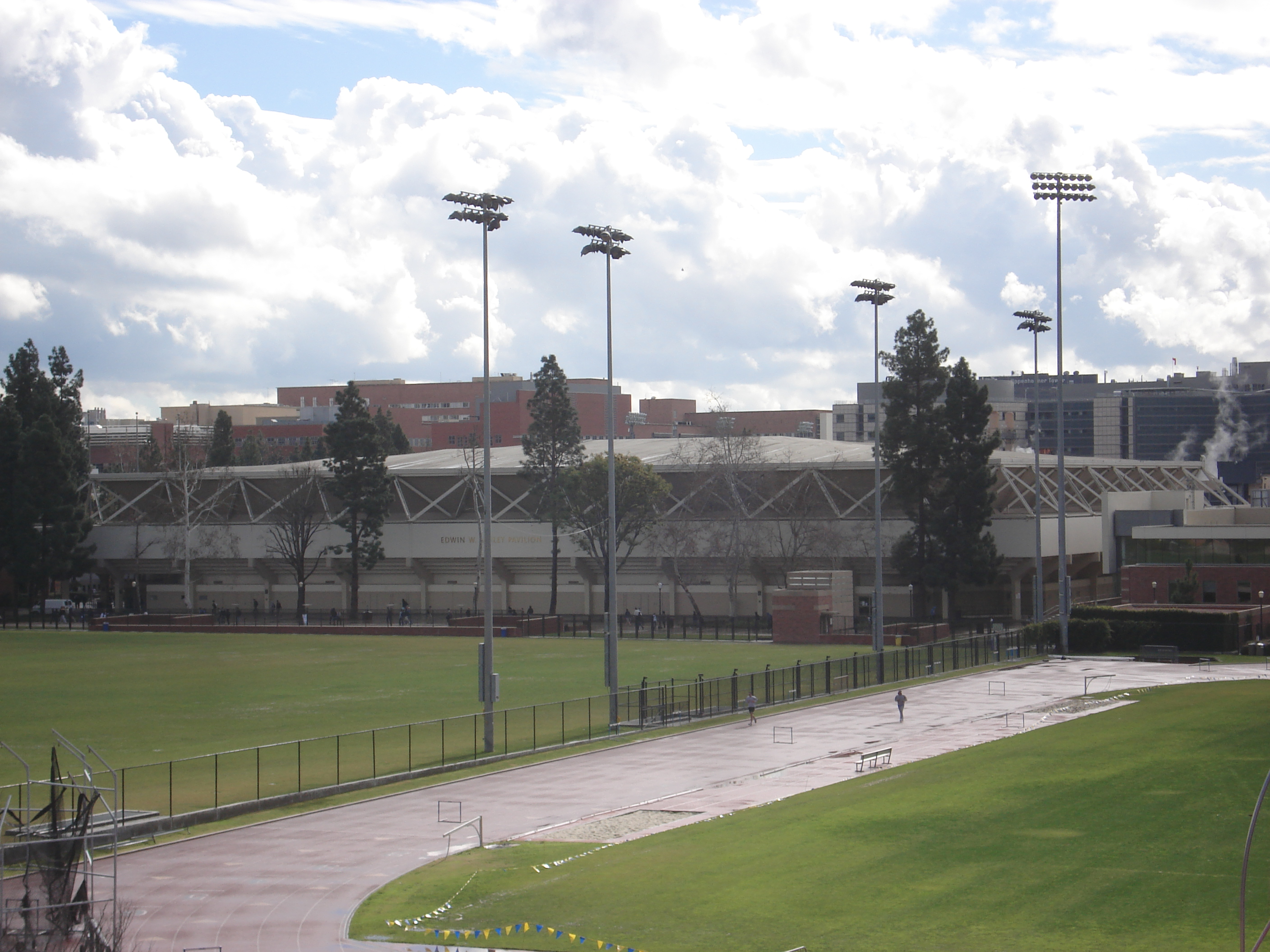
Der Pauley Pavilion vor dem Umbau